# Otto Schneid
Otto Schneid (geboren 30. Januar 1900 in Jablunkau, Österreich-Ungarn; gestorben 1974 in Toronto) war ein österreichisch-israelischer Kunsthistoriker und Künstler.

## Leben
Otto Schneid war ein Sohn des Jakob Schneid, eines Gerichtsoberoffizials im Gerichtsbezirk Jablunkau, und der Miriam Goldschmidt, er hatte zwei Geschwister. Die Familie zog bei der Auflösung Österreich-Ungarns 1918 wieder zurück nach Wien. Seine Mutter wurde 1943 im Konzentrationslager Auschwitz ermordet.
Schneid machte 1918 das Abitur in Bielitz und begann in Wien ein Medizinstudium, das er alsbald abbrach. Er studierte stattdessen Kunstgeschichte, Orientalistik und Philosophie in Wien und Paris und wurde 1926 mit einer Dissertation über ostasiatische Kunst bei Josef Strzygowski promoviert. Die Dissertation konnte Schneid erst 1934 drucken lassen. Schneid war ein künstlerischer Autodidakt und arbeitete in Wien als freischaffender Maler, Bildhauer, Kunsthistoriker und Schriftsteller.
Zwischen 1936 und 1938 hielt er sich in Wilna in Polen auf. Er baute dort in Kooperation mit dem Yidisher visnshaftlekher institut (YIVO) den Grundstock für ein Museum jüdischer Gegenwartskunst auf. Die Kunstsammlung und sein Manuskript „Die Juden und die Kunst“ gingen im Zuge der rassistischen Verfolgungen nach dem Anschluss Österreichs verloren. Schneid wurde inhaftiert und konnte nach seiner Freilassung 1939 mit einem Visum der Hebräischen Universität Jerusalem nach Palästina fliehen. Im Jahr 1945 heiratete er die 1924 in Minsk geborene Miriam Goldschmidt, sie hatten zwei Kinder.
Schneid veröffentlichte 1946 in Tel Aviv ein Buch über die Fresken in der Synagoge von Dura Europos. Von 1947 an war er Professor für Architektur- und Kunstgeschichte am Technion in Haifa und war daneben weiterhin künstlerisch als Maler und Bildhauer tätig. Ab 1960 lebte er als freischaffender Künstler und Schriftsteller in den USA, ab 1963 in Kanada.

## Schriften (Auswahl)
- In letzter Stunde …. Die Ideen eines Arbeitslosen. München: Selbstverlag, 1930
- Amédée Ozenfant, der Maler des Purismus. In: Der Cicerone, 22 (1930), Seite 250–254
- Moses Applebaum, Nachruf, in: Menorah. Wien: Habrith, 1931, H. 5–6, S. 272
- Das chinesische Vordergrundbild. Die Blüte der religiösen Tier- und Pflanzenmalerei Ostasiens. Wien, 1934
- The Biblical Frescoes of Dura-Europos. Tel-Aviv, 1946
- ha-Tanakh bi-temumot Rembrandt [Die Bibel in den Bildern Rembrandts] (hebräisch). Tel-Aviv, 1947
- Omanut yavan ha-klasit [Die klassische griechische Skulptur] (hebräisch). Jerusalem, 1948
- Else Lasker-Schueler: eine Gedenkrede anlaesslich ihres 100. jaehrigen Geburtstages von Werner Kraft. Tel Aviv: Deutsche Bibliothek, 1969
- The Man-made Hell: a Search for Rescue. Toronto: Source Books, 1970
- Das späte Gedicht. Neue Gedichte 1967–1969. Toronto: Source Books, 1970
- The Book of Ruth.  With twelve facsimile plates after original drawings.  Toronto: Source Books, 1971